# 环比和同比
环比及同比為中华人民共和国專有的統計名詞，用于描述统计数据的变化情况。在台灣，環比及同比無對應詞，環比通常使用「與前期相比」或直接以「季增/減」、「月增/減」表示；同比通常使用「與去年同期相比」或「年增/減」、「月/季營收YoY」等表示法。

## 定義
- 环比表示本次统计段与相连的上次统计段之间的比较。比如2010年中国第一季度GDP为G10-1亿元，第二季度GDP为G10-2亿元，则第二季度GDP环比增长（G10-2-G10-1）/G10-1；
- 同比，即同期相比，表示某个特定统计段今年与去年之间的比较。比如2009年中国第一季度GDP为G9-1亿元，则2010年第一季度的GDP同比增长为（G10-1-G9-1）/G9-1。

环比及同比在台灣以及英語、日語等多數語言中並無对应词。同比英文可翻译为 compare with the performance/figure/statistics last year, year-on-year ratio, increase/decrease on a year-on-year basis ；环比则只需把前面的year改为month或quarter即可。而在台灣，環比通常使用「與前期相比」，或直接以「季增/減」、「月增/減」表示；同比通常使用「與去年同期相比」、「年增/減」或「月營收YoY」、「季營收YoY」等表示法。

## 外部連結
- 中华人民共和国国家统计局：
  - 什么是环比价格指数？
  - 什么是同比价格指数？
  - 什么是定基价格指数？（页面存档备份，存于）